# Martin Weber (Politiker)

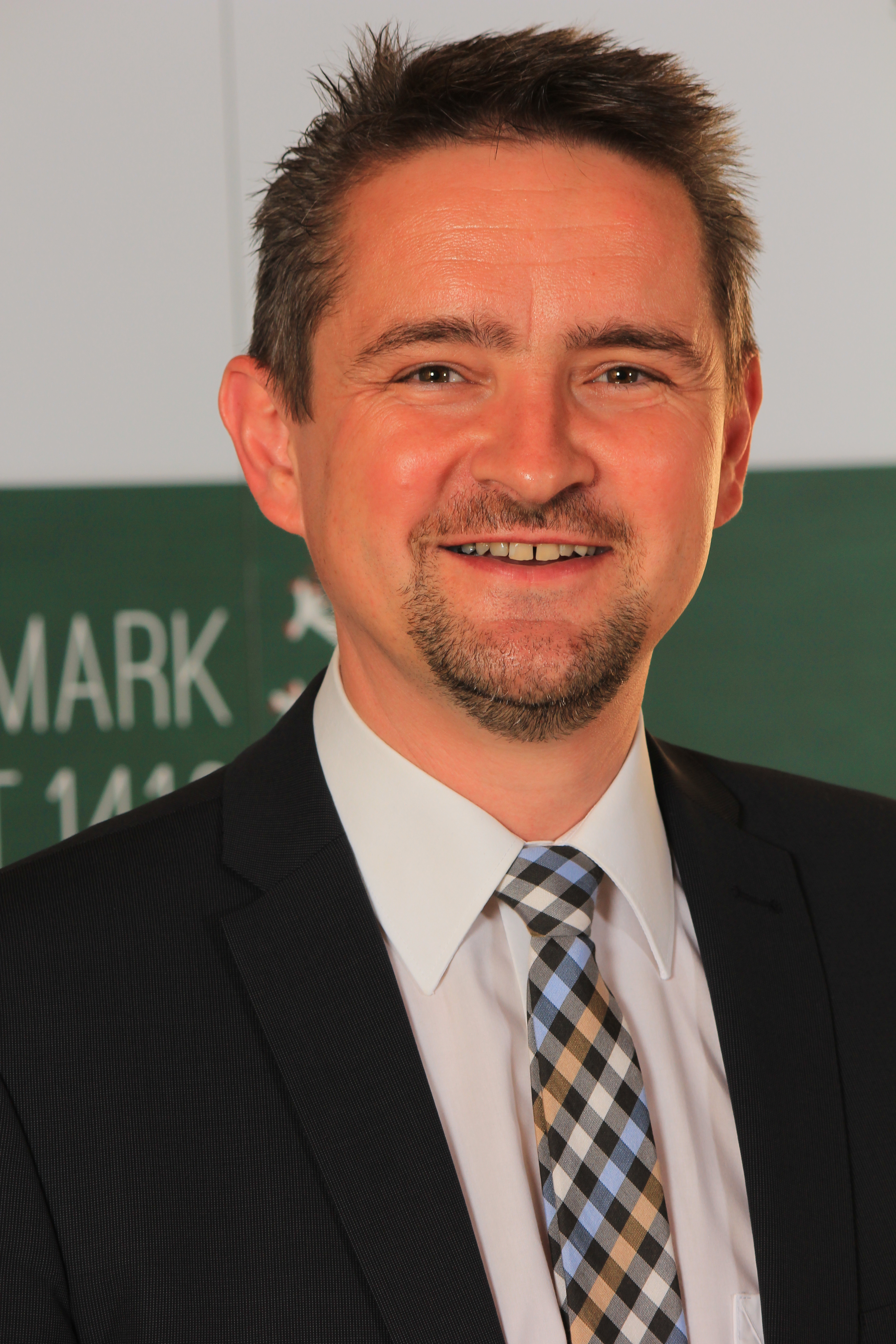
Martin Weber im Porträt (2016)

Martin Weber (* 19. März 1971 in Wien) ist ein österreichischer Politiker der Sozialdemokratischen Partei Österreichs (SPÖ) und Angestellter. Weber war von Juni 2015 bis Dezember 2019 aus der Steiermark entsandtes Mitglied des österreichischen Bundesrats. Zuvor war er von 2010 bis 2015 Abgeordneter zum Landtag Steiermark.

## Politik
Im Jahr 1995 wurde Weber zum ersten SPÖ-Kassier in der Geschichte der südoststeirischen Marktgemeinde Tieschen bestellt. In der breiten Öffentlichkeit trat er erstmals im April 2000 in Erscheinung, als er zum Bürgermeister von Tieschen gewählt wurde. Mit nur 29 Jahren war er damit der erste SPÖ-Bürgermeister im Bezirk.
Darüber hinaus ist er Ortsvorsitzender der SPÖ und Regionsvorsitzenderstellvertreter der SPÖ. Weber ist auch als Bezirksvorsitzender der Südoststeiermark im Gemeindevertreterverband tätig und seit 2014 ehrenamtlicher Präsident des Zivilschutzverbands Steiermark.
Als Folge der Landtagswahl in der Steiermark 2010 zog Weber 2010 in den Steiermärkischen Landtag ein. Er wurde am 21. Oktober 2010 angelobt. Im Juni 2015 schied er nach dem schweren Verlusten der SPÖ bei der Landtagswahl wieder aus dem Landtag aus. Danach wurde er von den neu gewählten Abgeordneten des Landtags als einer der Vertreter der Steiermark in den österreichischen Bundesrat entsandt. Nach der Landtagswahl 2019 schied er mit 16. Dezember 2019 aus dem Bundesrat aus.

## Beruf
Weber ist Mitarbeiter der Gebietskrankenkasse.